# Корматен
Корматен (фр. Cormatin) насеље је и општина у источном делу централне Француске у региону Бургоња, у департману Саона и Лоара која припада префектури Макон.
По подацима из 2011. године у општини је живело 556 становника, а густина насељености је износила 60,63 становника/km². Општина се простире на површини од 9,17 km². Налази се на средњој надморској висини од 218 метара (максималној 260 m, а минималној 201 m).

## Демографија
| 1962. | 1968. | 1975. | 1982. | 1990. | 1999. | 2011. |
| ----- | ----- | ----- | ----- | ----- | ----- | ----- |
| 504   | 535   | 575   | 565   | 468   | 452   | 556   |

График промене броја становника у току последњих година